# Project Reality
Project Reality (abreviadamente PR) es una serie de videojuegos tácticos en primera persona cuya meta es crear un modo de combate más realista y así lograr un mayor énfasis gracias al trabajo en equipo y a la cooperación. Project Reality incluye dos mods creados a partir del videojuego Battlefield 2 para PC, una modificación para ArmA 2 y una secuela independiente que se conocía como "Project Reality 2" y terminaría convirtiéndose en Squad

## Project Reality: Battlefield 2 (PR:BF2)

### Mecánica del juego
Lo mecánica de Project Reality ha sido modificada enormemente respecto a Battlefield 2 para proporcionar un modo de juego más realista. Un detalle a destacar es la eliminación del HUD (visor frontal de datos en el que se muestran entre otras cosas el minimapa, el punto de mira en la pantalla y la salud del jugador), dejando solamente visible el número de cargadores restantes. La salud no se regenera, el jugador/personaje se cansa y las armas tienen (en lo posible que le permite el motor gráfico y sonoro) un sonido, cadencia y potencia realistas, acorde con la realidad.

### Modos de juego
Project Reality ofrece cinco modos de juego. Dos de ellos consisten en capturar y mantener los puntos de control, similar al modo de Conquista de Battlefield 2, aunque los puntos de control deben ser capturados en un cierto orden. AASv3 (Avanzar y Asegurar, del inglés Advance and Secure) tiene muchos puntos que son escogidos al azar para una batalla, dando lugar a diversas áreas en el mapa en las que se forman pequeños combates entre patrullas. 
El modo Vehicle Warfare (Guerra de vehículos) es un cambio del modo AAS, poniendo especial interés en los vehículos pesados, y restringiendo el acceso a los kits de infantería. El modo Command and Control elimina todos los puntos de control, centrándose en el combate mediante fortificaciones construidas por los jugadores. El modo Insurgencia, que intenta simular la guerra asimétrica, involucra a un ejército convencional en la búsqueda y destrucción de zulos ilegales de armas (normalmente llamados cachés en el juego) mientras el otro equipo, los insurgentes, intentan defenderlos. El mod también ofrece un modo de juego cooperativo, donde jugadores humanos pueden combatir en compañía de otros controlados por ordenador (conocidos como "bots"), o en contra de ellos.

### Realismo
Las armas y los vehículos en Project Reality tienen sus propiedades modificadas con el objeto de incrementar el realismo. La balística está ajustada para reflejar la de las armas reales, incluyendo características tales como la trayectoria descendente de las balas. El daño causado por las armas es también mucho más realista (por ejemplo, un tanque puede ser inmovilizado por haber sufrido el suficiente daño) mientras la inclusión de edificios destructibles en versiones posteriores del mod permiten un espacio de batalla más realista.
Cabe destacar que en la versión 0.95 se han añadido ópticas 3D a las armas equipadas con miras de esta clase. De esta manera se suprime el "fondo negro" que ocultaba el resto de la pantalla, volviéndolo borroso para asemejar lo que ocurre en la realidad.

#### Regeneración
Los jugadores ya no pueden reaparecer en banderas controladas por su equipo, ni hacerlo en su jefe de patrulla. En PR, los jugadores pueden aparecer en un punto permanente de regeneración en su base principal, en el Rally Point de su patrulla, o en "Puestos Avanzados", conocidos como Forward Outpost Bases.
Los Rally Points son puntos de regeneración desplegados por el jefe de una patrulla (mientras un miembro de la patrulla se encuentre junto al jefe de la misma). Solamente los miembros de esa patrulla pueden aparecer en el Rally Point. Estos sirven fundamentalmente para reagrupar a la patrulla de manera temporal y como tales, desaparecen después de un tiempo determinado. 
Los "Puestos Avanzados" o Forward Outpost Bases (abreviadamente FOB, o más comúnmente FB) son construcciones desplegadas y construidas por los jugadores. Los jefes de patrulla pueden ordenar la construcción de FBs si tienen 1 caja de suministros lanzados por camiones logísticos o helicópteros. Una Firebase (como también suele ser llamada) puede ser reforzada con alambradas, trincheras, una torreta antiaérea, un misil guiado antitanque y hasta cuatro ametralladoras fijas de gran calibre. Dichas construcciones pueden ser colocadas por cualquier jefe de patrulla aliado y deben ser construidas usando una pala, una herramienta individual que cada soldado lleva consigo.
Los Rally Points y FB pueden ser destruidos. El único punto de regeneración permanente que posee un equipo es su base principal. Esta es normalmente la última bandera susceptible de ser capturada por el equipo contrario (otras veces la base principal está cerca de la última bandera, pero no en la misma).Casi todos los vehículos aparecen en la base principal de cada equipo.
La excepción a todo esto es el equipo insurgente en el modo de juego "Insurgencia". En este caso, los insurgentes poseen puntos de generación en sus "cachés" (o zulos de reaparición por tiempo limitado), sin embargo pierden la posibilidad de reaparecer en ellos si son destruidos o las fuerzas enemigas obtienen información sobre su posición aproximada. Aparte de esos puntos, los insurgentes pueden desplegar y construir escondites destructibles para reaparecer en ellos y que actúan de manera similar a como lo hacen las "Bases de operaciones avanzadas" (Forward Outpost Bases) que las fuerzas aliadas pueden construir.

#### Equipamientos
Los jugadores ya no pueden reaparecer con todos los equipamientos (normalmente llamados "Kits") que estén disponibles. Un jugador puede aparecer como:
-Oficial (con o sin mirilla óptica en el arma principal). Este equipamiento solo puedes ser obtenido por el jefe de una patrulla. Dispone de un fusil, pistola, granadas y una radio para pedir soporte o construir estructuras para el equipo.
-Fusilero (también con o sin mirilla óptica). Es el soldado básico de cada facción. Está equipado con un fusil de asalto, granadas y una bolsa con munición.
-Médico de Combate (limitado a uno por patrulla). Es el encargado de mantener a la patrulla con buen estado de salud. Lleva consigo un botiquín de primeros auxilios y más vendajes que cualquier otro soldado de PR. También dispone de inyectores de epinefrina, que se utilizan para revivir a compañeros inconscientes.
-Fusilero especialista (no confundir con Fuerzas Especiales; él solamente lleva consigo algún equipamiento extra como un gancho para escalar y una escopeta con balas especiales para abrir brechas en puertas). Este kit se ha limitado a uno por patrulla en la última versión.
-Ametrallador (limitado a uno por patrulla). Se trata de un soldado equipado con una ametralladora ligera.
Para aparecer con el equipamiento de Oficial, un jugador debe ser el líder de una patrulla con 2 o más miembros (incluyéndolo a él). Otros equipamientos más especializados, tales como el de Antitanque, Fusilero Antitanque, Antiaéreo, Francotirador, Tirador, Granadero e Ingeniero de Combate deben ser solicitados (los equipamientos de Oficial, Fusilero Automático y Médico de Combate también pueden ser obtenidos de esta manera). Esto se consigue mediante las cajas de suministros aliadas desplegadas por camiones logísticos o helicópteros de transporte. Todos esos equipamientos están limitados en la cantidad en que están disponibles. Las excepciones son los equipamientos de Conductor y Piloto (ver más adelante). Los equipamientos también pueden ser recogidos de enemigos muertos, pero existen unas limitaciones.
Los "kits" de Conductor y Piloto son necesarios para conducir vehículos blindados y vehículos aéreos respectivamente. Son ilimitados en número y pueden ser solicitados en los puntos de entrada de cada vehículo, o mediante una caja de suministros aliada.
Algunos kits especiales pueden ser kits de recogida. Estos se encuentran en el suelo y pueden ser recogidos como su nombre indica. Son especialmente frecuentes en el equipo de los Insurgentes. Esto se debe a que los Insurgentes no pueden solicitar kits de la manera corriente.

### Características y añadidos
Además de los cambios realizados en el modo de juego para volverlo más realista, Project Reality también incluye nuevas facciones, construcciones y escenarios de combate.

#### Nuevos escenarios
Aunque Project Reality reutiliza algunos de los modelos de Battlefield 2, también desarrolla muchas armas y vehículos nuevos. Todos los mapas en PR son nuevos, incluyendo algunos basados en localizaciones reales, tales como Al Basrah, Muttrah, Korengal Valley, Fallujah y Mestia, y algunos basados en lugares ficticios en el Oriente Medio, Asia del Este y cerca del Mar Negro.

#### Facciones
Actualmente, Project Reality incluye catorce facciones. Estas incluyen el Ejército de los Estados Unidos, el Cuerpo de Marines de los Estados Unidos, las Fuerzas Armadas británicas, las Fuerzas Terrestres Rusas, las Fuerzas de Defensa de Israel, las Fuerzas Armadas de Francia, las Fuerzas Armadas Canadienses, Fuerzas Armadas argentinas la última facción en incorporarse fue la de las Fuerzas Armadas de Polonia. También están los Insurgentes, la Coalición de Oriente Medio (una alianza ficticia de dicha región), el Ejército Popular de Liberación (PLA)(china), Hamás, la Milicia de Europa oriental y los Talibanes.

## Minimods

### Project Reality: Vietnam (PR:V)
Lo que empezó como una broma por parte de los desarrolladores, dos años después ha acabado siendo un contenido más del juego, añadiendo 4 mapas (dos nuevos y dos existentes con modificaciones) y cuatro facciones (el Cuerpo de Marines de los EE. UU., el Ejército de los EE. UU., el Ejército Norvietnamita y el Viet Cong) así como nuevas armas y vehículos.

### Project Reality: Normandy (PR:N)
Esta pequeña modificación incluye dos nuevos bandos (la Wehrmacht y los Marines de EE. UU.), con sus correspondientes armas para cada uno de los diferentes roles, además de nuevos vehículos y mapas históricos ambientados en famosas batallas de la Segunda Guerra Mundial.

### Project Reality: Falklands (PR:F)
Esta expansión, ambientada en la guerra de las Malvinas, trae consigo dos nuevos ejércitos (el británico de 1982 y el argentino), cada uno con sus armas y vehículos característicos por tierra, mar y aire, para recrear el famoso conflicto que los enfrentó hace ya más de 30 años.

## Project Reality: ARMA 2 (PR:ARMA2)
Tras año y medio de desarrollo, el equipo de Project Reality creó la primera versión del "minimod" para ArmA 2. En él, se incluye al ejército británico, con una amplia gama de armas y vehículos a su disposición, combatiendo contra la ficticia facción de Takistán, un país ficticio de Oriente Medio. En el mod se han añadido varios vehículos procedentes del mod original, además de varios objetos como puestos avanzados, ametralladoras o rally points, entre otros. Los equipamientos presentes en este mod son los mismos que en el de BF2, usando el armamento del juego original (ARMA 2).

## Recibimiento

### Reacción crítica
Webs de revistas de videojuegos muy importantes, IGN y GameSpy han realizado críticas de Project Reality. La revista IGN plantea "por qué todos los jugadores de BF2 deberían descargar este mod." mientras GameSpy dice que "la madre de todos los mods de realismo ha llegado para BF2". La revista PC Zone también opinó sobre Project Reality, diciendo que "no sólo vuelve la guerra virtual más fuerte, Project Reality también añade nuevos y fantásticos mapas, vehículos y armas al juego".

### Cobertura mediática
Project Reality ha sido mencionado en varias revistas. Se publicó un artículo en la edición impresa de febrero de Computer Games Magazine, una revista distribuida en América del Norte. Project Reality fue publicado en la edición de marzo de GameStar además de ser distribuido en un CD junto con la revista. También fue criticado en la edición de abril de Soldier Magazine, la revista oficial del Ejército Británico.

### Críticas
La importancia que da Project Reality en el realismo ha dejado a muchos jugadores frustrados debido a la gran lentitud de aprendizaje y el lento ritmo del juego, especialmente desde que ambos aspectos son tan diferentes de la versión original de Battlefield 2. La respuesta de los desarrolladores a esas críticas ha sido que este mod no es para todos o al menos para la mayoría de los jugadores. La respuesta a largo plazo de los jugadores ha sido a menudo defender esta posición con incluso más fuerza y convicción. Este sentimiento de "jugadores veteranos" (como son descritos dentro de la comunidad) ha dejado algo de preocupación dentro de la comunidad respecto a la opinión del término "veteranos". Muchos de los miembros preocupados de la comunidad han respondido a esta preocupación intentando ayudar a los nuevos jugadores dando lecciones sobre el juego, o mediante la realización de guías tanto oficiales como no oficiales. La advertencia más común dada a los nuevos jugadores de Project Reality, es "Leed el Manual".
Dicho manual es actualizado con cada nueva versión que sale a la luz y contiene la información necesaria para orientar a los jugadores inexpertos, además de despejar las posibles dudas que puedan surgir.